# Lippelo
Lippelo är en ort i Belgien.   Den ligger i provinsen Antwerpen och regionen Flandern, i den centrala delen av landet, 22 km norr om huvudstaden Bryssel. Lippelo ligger 10 meter över havet och antalet invånare är 1 073.
Terrängen runt Lippelo är mycket platt, och sluttar norrut. Runt Lippelo är det tätbefolkat, med 762 invånare per kvadratkilometer.. Närmaste större samhälle är Aalst, 19,6 km sydväst om Lippelo. 
Trakten runt Lippelo består till största delen av jordbruksmark.